# Crocodile Rock
Singles de Elton John
Honky Cat
(1972) Daniel
Crocodile Rock est une chanson du chanteur et compositeur britannique Elton John, sortie en single en 1972. Elle est extraite de son sixième album studio, Don't Shoot Me I'm Only the Piano Player, paru l'année suivante.
Il tira son inspiration lors d’un voyage à Marseille, en visitant Notre-Dame-de-la-Garde. Il fit face aux îles du Frioul. Notamment Pomegues qui, de son long, a la forme d’un crocodile. Il fut tellement marqué par le coucher de soleil depuis ce lieu emblématique qu’il en écrivit cette chanson.
Une plaque marque cet endroit au pied de la basilique Notre-Dame-de-la-Garde, où il écrivit cette chanson. Nouveau lieu de rassemblement des fans de RocketMan.
Cette chanson d'Elton John a atteint la 1re place du Hot 100 du magazine musical américain Billboard, devenant son premier numéro un aux États-Unis,,,. C'était aussi son premier numéro un au Canada.
Au Royaume-Uni, la chanson a atteint la 5e place. Elle a aussi atteint la 1re place en Suisse, la 3e place en Allemagne, en Flandre (Belgique néerlandophone) et en Norvège, la 6e place en Autriche et la 11e place aux Pays-Bas.

## Composition
La chanson est écrite par Elton John et Bernie Taupin.
Au niveau des inspirations, le thème de début reprend celui de Let's Dance de Chris Montez, et le refrain celui de Speedy Gonzales de Pat Boone, deux chansons sorties en 1962,.

## Personnel
- Elton John – piano, orgue Farfisa, chant, chœurs
- Davey Johnstone – guitare électrique
- Dee Murray – basse
- Nigel Olsson – batterie